# Shaolin (película)
Shaolin es una película de artes marciales de China y Hong Kong estrenada en 2011, dirigida y producida por Benny Chan y protagonizada por Andy Lau, Nicholas Tse y Jackie Chan. Shaolin tiene actualmente un 74% de rating aprobatorio en el sitio de internet Rotten Tomatoes, basado en 27 reseñas.

## Sinopsis
En Dengfeng, durante la época de los caudillos militares de la temprana China republicana, un caudillo llamado Hou Jie derrota a un rival, Huo Long, y toma el control de Dengfeng. Huo Long huye al templo Shaolin para esconderse, pero Hou Jie aparece y le dispara después de engañarlo para robarle su mapa del tesoro y pone en ridículo a los monjes Shaolin antes de irse.

## Reparto
- Andy Lau como Hou Jie.
- Nicholas Tse como Cao Man.
- Jackie Chan como Wudao.
- Fan Bingbing como Yan Xi.
- Wu Jing como Jingneng.
- Xing Yu como Jingkong.
- Michelle Bai como Tian'er.